# Spirale de Poinsot

Type borné ρ cosh(θ/3)=1.

Type asymptotique ρ sinh(θ/3)=1..

Logarithmique ρ = 1,19θ

Les spirales de Poinsot regroupent plusieurs spirales dont l'équation polaire s'exprime à l'aide d'inverses de fonctions hyperboliques. Le nom de ces spirales fait référence au mathématicien Louis Poinsot qui a rencontré l'une d'entre elles comme cas particulier d'herpolhodie, en 1851 .
Selon les auteurs, cette famille de spirales est plus ou moins large. Certains considèrent comme étant une spirale de Poinsot toute spirale dont l'équation polaire s'écrit:
{\displaystyle \rho ={\frac {A}{a\cosh(k\theta )+b\sinh(k\theta )}}} avec a² + b² non nul
Cette famille regroupe trois sous-familles:
- celle pour lesquelles |a | > |b|, courbes bornées toutes semblables dont des représentants sont les courbes d'équation polaire {\displaystyle \rho ={\frac {C}{\cosh(k\theta )}}}
- celle pour lesquelles  |a| < |b|, courbes possédant une asymptote dont les représentants sont les courbes d'équation polaire {\displaystyle \rho ={\frac {C}{\sinh(k\theta )}}}
- celle pour lesquelles  |a| = |b|, qui regroupe toutes les spirales logarithmiques.

D'autres auteursexcluent de cette famille les spirales logarithmes ne conservant que les spirales de type borné {\displaystyle \rho ={\frac {C}{\cosh(k\theta )}}} ou asymptotique {\displaystyle \rho ={\frac {C}{\sinh(k\theta )}}}. 
D'autres enfin ne conservent que la spirale de type borné. 
Les spirales de Poinsot font partie des spirales de Cotes.

## Spirale de Poinsot de type borné
Son équation polaire se ramène à {\displaystyle \rho \cosh(k\theta )=C}.
L'angle entre le vecteur normal à la courbe en A et le vecteur radial est l'angle α tel que:
{\displaystyle \tan \alpha =k\tanh(k\theta )}.
Le rayon de courbure a pour valeur :
{\displaystyle R=\rho {\frac {{\sqrt {1+k^{2}\tanh ^{2}(k\theta )}}^{\,3}}{1+k^{2}}}}
La courbe de Poinsot bornée est la projection sur l'équateur d'une loxodromie de la sphère.

## Spirale de Poinsot de type asymptotique
Son équation polaire se ramène à {\displaystyle \rho \sinh(k\theta )=C}.
Elle possède une asymptote d'équation y= K/k.
L'angle  entre le vecteur normal à la courbe en A et le vecteur radial est l'angle α tel que:
{\displaystyle \tan \alpha =k\coth(k\theta )}.
Le rayon de courbure a pour valeur:
{\displaystyle R=\rho {\frac {{\sqrt {1+k^{2}\coth ^{2}(k\theta )}}^{\,3}}{1+k^{2}}}}